# Fanny Ardant
Fanny Marguerite Judite Ardant (Saumur, Maine-et-Loire, França, 22 de março de 1949) é uma atriz do cinema e do teatro francês.

## Biografia
Filha de um oficial da cavalaria do Exército francês, Fanny, logo ao nascer, se muda com a família para o principado de Mônaco.
Com 16 anos, está em Aix-en-Provence para estudar Ciências Políticas, mas abandona o curso para se dedicar à carreira artística.
Já em Paris, nos anos setenta, frequenta curso de arte dramática e debuta como atriz de teatro. Seu início no cinema foi em 1976 no filme Marie Poupée, dirigido por Joel Séria. Três anos mais tarde era uma atriz popular na França por haver participado de uma série de televisão, Les dames de la côte.
Em princípio dos anos 1980, conhece o diretor François Truffaut com quem inicia uma relação sentimental, que duraria até a morte do cineasta, em 1984. Tem uma filha com Truffaut chamada Josephine (28 de setembro de 1983) e mais duas de outros relacionamentos: Lumir (4 de abril de 1975) de Dominique Leverd e Baladine (1990) de Fabio Conversi.
Em 1981, alcança fama internacional com A mulher ao lado, dirigida por Truffaut e atuando ao lado de Gérard Depardieu. Por este filme, recebeu sua primeira indicação ao César, o prêmio mais importante do cinema francês.
Durante a década de 1980, atuou em filmes de diretores conhecidos: Alain Resnais, Costa Gavras e Ettore Scola, entre outros. Foi novamente indicada ao César, em 1983, mas o prêmio acabou nas mãos de Isabelle Adjani.
Em 1995, faz sua estreia em Hollywood, com Sabrina de Sydney Pollack, filme estrelado por Harrison Ford e Julia Ormond. Em 1996, recebeu o César como melhor atriz por sua atuação como a dona de um restaurante gay em Pédale Douce. Neste mesmo ano, estrelou o premiado Ridicule, César de melhor filme, e este duplo sucesso fez com que fosse escolhida como atriz do ano.
Seus sucessos mais recentes incluem a curiosa comédia musical de mistério Oito Mulheres (François Ozon) e Callas Forever, de Franco Zeffirelli, onde revive a cantora lírica Maria Callas.
No teatro, onde já interpretou clássicos como Racine e Moliére, faz sucesso em 2006, com Mademoiselle Chanel, versão francesa do original em português de Maria Adelaide Amaral, sobre a vida da modista francesa Coco Chanel. No Brasil, o mesmo papel coube a Marília Pêra.
Em 2010, ele dirigiu seu primeiro curta-metragem chamado Quimeras Ausentes (Chimères absentes em francês), no qual também atuou. Fez este curta-metragem para defender os direitos do povo cigano, uma causa que defende pessoalmente.

## Filmografia parcial
- 1976: Marie-poupée, de Joël Séria
- 1979: Les chiens, de Alain Jessua
- 1981: Les uns et les autres, de Claude Lelouch
- 1981: La femme d'à côté, de François Truffaut
- 1981: La vie est un roman, de Alain Resnais
- 1983: Benvenuta, de Jean-Claude Batz e André Delvaux
- 1983: Desiderio, de Anna Maria Tató
- 1983: Vivement dimanche!, de François Truffaut
- 1984: Un amour de Swann, de Volker Schlöndorff
- 1984: L´amour à mort, de Alain Resnais
- 1985: Les enragés, de Pierre-William Glenn
- 1985: Lété prochain, de Nadine Trintignant
- 1986: Conseil de famille, de Constantin Costa-Gavras
- 1986: Le paltoquet, de Michel Deville
- 1986: Mélo, de Alain Resnais
- 1987: La familia, de Ettore Scola
- 1988: Paura e amore, de Margarethe Von Trotta
- 1989: Pleure pas my love, de Tony Gatlif
- 1989: Australia, de Jean-Jacques Andrien
- 1990: Aventure de Catherine C., de Pierre Beuchout
- 1991: Rien que des mensonges, de Paule Muret
- 1991: Afraid of the Dark, de Mark Peploe
- 1993: Amok, de Jöel Farges
- 1993: La femme du déserteur, de Michal Bat-Adam
- 1994: Le colonel Chabert, de Yves Angelo
- 1995: Siódmy pokój, de Agnés Varda
- 1995: Al di là delle nuvole, de Michelangelo Antonioni e Win Wenders
- 1995: Sabrina, de Sydney Pollack
- 1996: Pédale douce, de Gabriel Aghion
- 1996: Désiré, de Bernard Murat
- 1996: Ridicule, de Patrice Laconte
- 1998: Elizabeth, de Shekhar Kapur
- 1998: La cena, de Ettore Scola
- 1999: Le fils du française, de Gérard Lauzier
- 1999: La débandade, de Claude Berri
- 2000: Le libertin, de Gabriel Aghion
- 2001: Change moi ma vie, de Liria Bégéja
- 2002: 8 femmes, de François Ozon
- 2002: Callas Forever, de Franco Zeffirelli
- 2003: Nathalie… , de Anne Fontaine
- 2004: El año del diluvio, de Jaime Chavarri
- 2004: L'odore del sangue, de Mario Martone
- 2006: Paris, je t'aime, de Olivier Assayas e Frédéric Auburtin
- 2007: Roman de gare, de Claude Lelouch
- 2007: L'ora di punta, de Vincenzo Marra
- 2007: The Secrets (Segredos Intimos), de Avi Nesher
- 2008: Hello Goodbye, de Graham Guit
- 2010: You Never Left, de Youssef Nabil
- 2011: Interno Giorno
- 2011: Raspoutine
- 2013: Bright Days Ahead
- 2013: The Great Beauty
- 2013: Cadences obstinées
- 2014: Casanova Variations 	Lucrecia
- 2015: Chic!
- 2016: For This Is My Body, de Paule Muret
- 2017: Lola Pater, de Nadir Monèche
- 2018: Ondes de choc-Journal de ma tête, de Ursula Meyer
- 2019: “La belle époque”
- 2021: Les Jeunes amants

## Depoimentos
- Sobre Truffaut: Estivemos juntos de 1981 a 1984. Foi uma relação completamente determinante em minha vida. Fiz somente dois filmes dirigidos por ele. Havia um projeto para um terceiro filme, mas ele morreu. Foi o homem da minha vida, me marcou.
- Sobre ser uma mulher livre: Eu admiro mais as mulheres livres que as prisioneiras. Porém também posso compreender bem que uma mulher ame a um só homem em sua vida. Tive o exemplo de minha mãe e de minhas avós. Foram livres ao amá-los. Eu também fui livre ao amar a muitos homens, porém a nenhum como a Truffaut.
- Sobre o trabalho de atriz: Sou uma atriz em busca de um personagem, não importa que seja fora do meu país, em outro idioma, vou onde encontre um bom personagem. Tenho um amor absoluto pelo cinema e pelo teatro, o viver intensamente através de um personagem, através de uma história.[2]